# Momčilo Rašo
Momčilo Rašo (in serbo Момчило Рашо?; Cattaro, 6 febbraio 1997) è un calciatore montenegrino, difensore della Lokomotiv Tashkent.

## Carriera
Il 20 luglio 2021 viene acquistato a titolo definitivo dalla squadra serba del Radnički Kragujevac.

## Statistiche

### Presenze e reti nei club
Statistiche aggiornate al 13 settembre 2021.
| Stagione              | Squadra               | Campionato            | Campionato | Campionato | Coppe nazionali | Coppe nazionali | Coppe nazionali | Coppe continentali | Coppe continentali | Coppe continentali | Altre coppe | Altre coppe | Altre coppe | Totale | Totale |
| Stagione              | Squadra               | Comp                  | Pres       | Reti       | Comp            | Pres            | Reti            | Comp               | Pres               | Reti               | Comp        | Pres        | Reti        | Pres   | Reti   |
| --------------------- | --------------------- | --------------------- | ---------- | ---------- | --------------- | --------------- | --------------- | ------------------ | ------------------ | ------------------ | ----------- | ----------- | ----------- | ------ | ------ |
| mag. 2015             | Ústí nad Labem        | 2L                    | 2          | 0          |                 | -               | -               |                    | -                  | -                  |             | -           | -           | 2      | 0      |
| 2015-feb. 2016        | Ústí nad Labem        | 2L                    | 4          | 0          | CRC             | 2               | 0               |                    | -                  | -                  |             | -           | -           | 6      | 0      |
| Totale Ústí nad Labem | Totale Ústí nad Labem | Totale Ústí nad Labem | 6          | 0          |                 | 2               | 0               |                    | -                  | -                  |             | -           | -           | 8      | 0      |
| feb.-mag. 2016        | Dečić                 | 1L                    | 5          | 0          |                 | -               | -               |                    | -                  | -                  |             | -           | -           | 5      | 0      |
| 2016-2017             | Rabotnički            | PL                    | 22         | 0          |                 | -               | -               |                    | -                  | -                  |             | -           | -           | 22     | 0      |
| 2017-2018             | Rabotnički            | PL                    | 19         | 0          |                 | -               | -               | UEL                | 4                  | 0                  |             | -           | -           | 23     | 0      |
| Totale Rabotnički     | Totale Rabotnički     | Totale Rabotnički     | 41         | 0          |                 | -               | -               |                    | 4                  | 0                  |             | -           | -           | 45     | 0      |
| 2018-gen. 2019        | AEL Limassol          | A                     | 0          | 0          |                 | -               | -               |                    | -                  | -                  |             | -           | -           | 0      | 0      |
| 2019                  | Jelgava               | VL                    | 13         | 0          |                 | -               | -               |                    | -                  | -                  |             | -           | -           | 13     | 0      |
| 2019-2020             | AEL Limassol          | A                     | 16         | 0          | CC              | 4               | 0               | UEL                | 0                  | 0                  | SC          | 0           | 0           | 20     | 0      |
| 2020-2021             | AEL Limassol          | A                     | 15         | 0          | CC              | 1               | 0               |                    | -                  | -                  |             | -           | -           | 16     | 0      |
| Totale AEL Limassol   | Totale AEL Limassol   | Totale AEL Limassol   | 31         | 0          |                 | 5               | 0               |                    | 0                  | 0                  |             | 0           | 0           | 36     | 0      |
| 2021-2022             | Radnički Kragujevac   | SL                    | 5          | 0          |                 | -               | -               |                    | -                  | -                  |             | -           | -           | 5      | 0      |
| Totale carriera       | Totale carriera       | Totale carriera       | 101        | 0          |                 | 7               | 0               |                    | 4                  | 0                  |             | 0           | 0           | 112    | 0      |